# Zengővárkony
Zengővárkony là một thị trấn thuộc hạt Baranya, Hungary. Thị trấn này có diện tích 16,71 km², dân số năm 2010 là 417 người, mật độ 25 người/km².